# Den store Parade
Den store Parade (originaltitel The Big Parade) er en amerikansk stumfilm fra 1925 instrueret af King Vidor.

## Medvirkende
- John Gilbert som James Apperson
- Renée Adorée som Melisande
- Hobart Bosworth som Mr. Apperson
- Claire McDowell som Mrs. Apperson
- Claire Adams som Justyn Reed
- Robert Ober som Harry Apperson
- Tom O'Brien som Bull